# Horsemanship
Horsemanship (englisch, von Horseman „Pferdemensch“) bezeichnet die allgemeine Reitkunst und den fairen Umgang mit dem Pferd.  Im erweiterten Sinne umfasst der Begriff Horsemanship auch die artgerechte Haltung und den fairen Umgang mit den Mitreitern.
Bei manchen Pferdesport-Wettbewerben, beispielsweise den Hestadagar wird die Horsemanship, also der Umgang des Reiters mit dem Pferd während der Prüfung bewertet. 
Heute wird zwischen allgemeiner Horsemanship und Natural Horsemanship unterschieden.

## Natural Horsemanship
Natural Horsemanship ist ein Synonym für Operante Konditionierung im Pferdetraining. Dies meint alle Arten der Kombination von Druck und Nachgeben (Negative Verstärkung). Prägende Trainer dieser Trainingsart sind beispielsweise Pat Parelli und Monty Roberts.

### Die Seven Games
Die „Seven Games“ bilden die Grundlage für aufbauende Übungen. Sie werden zu Beginn der Ausbildung „On Line“ durchgeführt und später dann „At Liberty“.
- Freundlichkeitsspiel (Friendly Game): Dieses Spiel wird oft zwischen anderen Spielen gespielt, um die Aufmerksamkeit des Pferdes zu erhalten und Vertrauen aufzubauen. Das Pferd wird in eine ungewohnte Situation, die es verschrecken könnte, gebracht. Im Idealfall bleibt das Tier ruhig, gelassen und aufmerksam. Das Spiel soll im Rhythmus bleiben. Wurde beispielsweise damit angefangen, um das Pferd herum zu springen und danach sich auf seinen Rücken zu werfen, so muss dies bei einer späteren Wiederholung in gleicher Reihenfolge geschehen. Dies dient dazu, das Pferd nicht mit ungewohnten Situationen zu überhäufen.

Eine Kritik zu diesem Spiel ist, dass es in die erlernte Hilflosigkeit führen kann. Es werde kein Vertrauen aufgebaut, da das Pferd schlicht lernt den aversiven Reiz zu akzeptieren und zu ignorieren.
- Stachelschweinspiel (Porcupine Game): Bei diesem Spiel übt man einen unangenehmen Druck auf eine beliebige Stelle des Pferdekörpers aus. Der Druck verschwindet sofort, wenn das Pferd ihm weicht. Darauf wird das Pferd an dieser Stelle gestreichelt und gelobt. Das Pferd soll dem Druck mit der Vorhand und der Hinterhand weichen.

- Weichen auf Zeichen (Driving Game): Wenn das Pferd ohne Probleme dem Druck beim Stachelschweinspiel weicht, kann man den Druck durch Zeichen ersetzen. Es werden etwa Handzeichen gegeben wie Winken (rückwärts weichen), auf das Pferdeauge zeigen (mit der Vorhand weichen) und die Hand in Richtung Hinterhand schwenken (Weichen mit der Hinterhand).

- Jo Jo (Yoyo Game): Das Pferd wird mit Hilfe des Seils vorwärts und rückwärts geschickt. Das Seil Stück für Stück und ein wenig energisch einholen bedeutet dem Pferd vorwärts zu treten, stärkeres Wedeln mit dem Seil dirigiert es rückwärts. Sobald das Pferd die richtige Reaktion zeigt, hört man auf, das Seil zu bewegen.

- Zirkeln (Circling Game): Wie beim Longieren läuft das Pferd an einem Seil Kreise um den Menschen. Das Tier wird in der gewünschten Gangart losgeschickt. Frühestens nach etwa zwei Runden kann man die Gangart wechseln. Wenn das Pferd unaufgefordert die Gangart wechselt, so holt man es wieder zu sich herein und schickt es erneut los.

- Seitwärts (Sideways Game): Auf ein Zeichen geht das Pferd seitwärts. Zu Beginn stellt man es an einen Zaun, damit es nicht nach vorne ausweichen kann. Dann schickt man erst die Vorhand, dann Hinterhand seitwärts.

- Engpass (Squeeze Game): Das Pferd soll hinter dem Menschen ohne stocken durch einen Engpass gehen. Es sollte bei mehreren Metern angefangen werden und schrittweise reduziert werden. Das ist eine Vorübung zum Verladen.